# Morige
Morige is een buurtschap in de Groningse gemeente Westerwolde. Het ligt even ten zuiden van Blijham aan de oude weg van Blijham naar Wedde. Morige heeft ruim 450 inwoners.
Morige ligt op de zandrug in het noorden van Westerwolde, die een hoefijzervorm rond de Westerwoldse Aa vormt. De rechterzijde van het hoefijzer was de rijke kant, daar staan de hereboerderijen van Bellingwolde aan de rand van de klei. Morige ligt op de linkerkant, dat was de plek voor de arbeiders aan de rand van het hoogveengebied.
Het is een kleinschalig randveenontginningsgebied. Het wordt gekenmerkt door de lanenstructuur, waarlangs de vervening plaatsvond. De gerichtheid op de ontginning blijkt ook door de richting waarin de meeste huizen staan. Deze staan niet haaks op de doorgaande weg, maar gedraaid. De richting wordt bepaald door de vorm van de percelen, niet door de loop van de weg.
De Morige wordt ten minste sinds 1714 vermeld; in 1743 is sprake van Moorrijge en de Moorijgsterdijk. De naam verwijst waarschijnlijk naar een 'rij huizen op het veen'.
Dorpen: Barnflair · Bellingwolde · Blijham · Bourtange · Jipsingboertange · Oudeschans · Over de Dijk · Sellingen · Ter Apel · Ter Apelkanaal · Veelerveen · Vlagtwedde · Vriescheloo · Wedde · Wedderheide · Zandberg (deels)

Buurtschappen: Agodorp · Borgertange · Borgerveld · Bovenstreek · De Bouwte · De Bruil · De Bult · Den Ham · De Heemen · De Lethe · De Maten · De Oerde · De Straat (Engelkes) · Draaijerij · Ellersinghuizen · Hanetange · Harpel · Hoorn · Hoornderveen · Jipsingboermussel · Jipsinghuizen · Kielhuppen · Klein-Ulsda · Klontjebuurt · Koudehoek · Lammerweg · Laude · Lauderbeetse · Lauderzwarteveen · Laudermarke · Leemdobben · Lieskemeer · Loosterheide · Lutje Ham · Lutjeloo · Morige · Munnekemoer · Nienoordstreekje · Oosteinde · Overdiep · Pallert · Plaggenborg · Poldert · Renneborg · Rhederbrug · Rhederveld · Rijsdam · Roelage · 't Schot · Sellingerbeetse · Sellingerzwarteveen · Slegge · Stakenborg · Stobben · Ter Borg · Ter Haar · Ter Walslage · Ter Wisch · Tjabbesstreek · Veele · Veendijk · Veerste Veldhuis · Verbindingsweg · Vlagtwedder-Veldhuis · Vogelzang · Voorwold · Wedderbergen · Wedderveer · Weende · Weite · Wessingtange · Westeind · De Westert · Winschoterhogebrug (deels) · Winschoterzijl (deels) · Wollingboermarke · Wollinghuizen · Zuidveld · Zandstroom

Groningen: Steden en dorpen      Nederland: Provincies · Gemeenten